# ZTC Delta
Državni vojni znanstveno-tehnički centar "DELTA" (ZTC Delta) pravna je osoba javnog prava osnovana ukazom predsjednika Gruzije. Puni mu je naziv Pravna osoba javnog prava – Državni vojni znanstveno-tehnički centar "DELTA". Opseg rada organizacije uglavnom je usmjeren na obrambenu industriju i donekle na civilni sektor. Centar je organizacija odvojena od državnih upravljačkih tijela. Državnu kontrolu provodi Ministarstvo obrane Gruzije. Misija organizacije temelji se na državnim interesima Gruzije i nacionalnoj strategiji obrane. Glavna je zadaća Centra promidžba razvoja nacionalne vojne industrije, uvođenje suvremenih i inovativnih vojnih tehnologija u projektiranje i proizvodnju, stvaranje i serijsku proizvodnju borbene opreme i oružja prilagođenih svjetskim trendovima. Državno vojno znanstveno-tehničko središte Delta jedina je organizacija u Gruziji koja radi na polju obrambene industrije. Danas „DELTA“ ima i intelektualne i tehničke resurse za dizajn i proizvodnju vojnih i civilnih proizvoda.
Priča o ZTC Delti počela je 1995. godine, kada su napravljene reaktivne protuoklopne puške RPG-7, fragmentacijski projektili "Kodor" za minobacače RPG-7, 82 mm i 120 mm i ostalo malokalibarsko oružje i streljivo za oružane snage Gruzije. Institut je 1999. godine prvi put predstavio svoj asortiman proizvoda u inozemstvu, na rumunjskom sajmu naoružanja EXPOMIL-99. Od 2000. do 2002. godine Delta je proizvela male količine lakih jurišnih vozila tipa DELGA-1 i DELGA-2, koja su predana gruzijskim specijalnim snagama na testiranje. Radi uspostave vojno-industrijskog kompleksa u Gruziji državna tvrtka JSC Tbilaviamšeni i sva njezina imovina integrirani su u Deltu 1. srpnja 2010. godine. Zbog toga je proizvodni program proširen i na zrakoplovni odjel. U tom segmentu može se pozvati na dugogodišnje iskustvo, jer je, na primjer, lovački zrakoplov Suhoj Su-25 izgrađen u Tbilisiju tijekom sovjetske ere. Kavkaski rat 2008. naglasio je gruzijske ambicije da izgradi neovisnu domaću industriju oružja. Uz pištolje, od 2010. se proizvode i brojna oklopna vozila poput Didgorija, Lazike ili višestrukog raketnog bacača DRS-122, kao i bespilotnih letjelica. Od 2014. godine, osim zaštitnih prsluka i kaciga za vojnu i civilnu upotrebu, proizvode se snajperske puške, pištolji i optički nišanski uređaji koji bi po kvaliteti trebali biti usporedivi sa zapadnim proizvodima. U 2016. godini izvezeni su proizvodi vrijedni gotovo 300 milijuna larija, uključujući narudžbu iz Saudijske Arabije za isporuku 100 komada medicinskog evakuacijskog vozila Didgori Medevac.

## Vojni i civilni proizvodi
| Proizvod                                  | Proizvod                                  | Slika                | Uloga                                  | Napomena             |
| Oklopni transporteri                      | Oklopni transporteri                      | Oklopni transporteri | Oklopni transporteri                   | Oklopni transporteri |
| Oklopni transporteri serije Didgori       |                                           |                      |                                        |                      |
| ----------------------------------------- | ----------------------------------------- | -------------------- | -------------------------------------- | -------------------- |
| Oklopni transporteri serije Didgori       | Didgori-1                                 |                      | Oklopni transporter                    |                      |
| Oklopni transporteri serije Didgori       | Didgori-2                                 |                      | Izviđanje i prijevoz                   |                      |
| Oklopni transporteri serije Didgori       | Zapovjedno i komunikacijsko vozilo.       |                      | Naredba i komunikacija                 |                      |
| Oklopni transporteri serije Didgori       | Didgori-3                                 |                      | Oklopni transporter                    |                      |
| Oklopni transporteri serije Didgori       | Didgori Medevac                           |                      | Medicinsko evakuacijsko vozilo         |                      |
| Oklopni transporteri serije Didgori       | Didgori Warrior                           |                      | oklopno modularno vozilo               |                      |
| Modernizirani BRDM-2.                     | Modernizirani BRDM-2.                     |                      | Amfibijski oklopni izviđački automobil |                      |
| Borbeno vozilo pješaštva                  |                                           |                      |                                        |                      |
| Lazika                                    | Lazika                                    |                      | Modularno pješačko borbeno vozilo      |                      |
| Vojno inženjerijsko vozilo                |                                           |                      |                                        |                      |
| Oklopna deminerska i inženjerijska vozila | Oklopna deminerska i inženjerijska vozila |                      | Razminiranje                           |                      |
| Civilni projekti                          |                                           |                      |                                        |                      |
| Vatrogasna vozila                         | Vatrogasna vozila                         |                      | Vatrogasno vozilo                      |                      |
| Oklopni kamion za prijevoz gotovine       | Oklopni kamion za prijevoz gotovine       |                      | Oklopni kamion za prijevoz gotovine    |                      |

| Proizvod                                                                            | Proizvod                                                      | Slika                       | Napomena                    |                             |
| Daljinski upravljano oružje                                                         | Daljinski upravljano oružje                                   | Daljinski upravljano oružje | Daljinski upravljano oružje | Daljinski upravljano oružje |
| Stanice za upravljanje oružjem                                                      |                                                               |                             |                             |                             |
| ----------------------------------------------------------------------------------- | ------------------------------------------------------------- | --------------------------- | --------------------------- | --------------------------- |
| Stanice za upravljanje oružjem                                                      | DRWS-1                                                        |                             |                             |                             |
| Stanice za upravljanje oružjem                                                      | DRWS-2                                                        |                             |                             |                             |
| Stanice za upravljanje oružjem                                                      | RWS-23 Žiro-stabilizirana daljinski upravljana oružna stanica |                             |                             |                             |
| Topništvo                                                                           |                                                               |                             |                             |                             |
| Višestruki bacač raketa                                                             |                                                               |                             |                             |                             |
| RS-122 122 mm Višestruki bacač raketa.                                              |                                                               |                             |                             |                             |
| Nosači minobacača                                                                   |                                                               |                             |                             |                             |
| GMM-120 samohodni minobacač - Eksperimentalni projekt                               |                                                               |                             |                             |                             |
| Minobacači                                                                          |                                                               |                             |                             |                             |
| GNM-60 mkudro 60 mm bešumni ručni minobacač                                         |                                                               |                             |                             |                             |
| GM-60 60 mm minobacač.                                                              |                                                               |                             |                             |                             |
| GM-82 82 mm minobacač.                                                              |                                                               |                             |                             |                             |
| GM-120 120 mm minobacač.                                                            |                                                               |                             |                             |                             |
| GMM-120 120 mm automatizirani samohodni minobacački modul - Eksperimentalni projekt |                                                               |                             |                             |                             |
| Avijacijski proizvodi                                                               |                                                               |                             |                             |                             |
| SU-25KM "Škorpion"                                                                  |                                                               |                             |                             |                             |
| Swan III bespilotni zračni sustav                                                   |                                                               |                             |                             |                             |
| Višenamjenski bespilotni helikopter - Eksperimentalni projekt                       |                                                               |                             |                             |                             |
| Rakete zrak-zrak                                                                    |                                                               |                             |                             |                             |
| R-60 infracrveno usmjeravanje projektila zrak-zrak                                  |                                                               |                             |                             |                             |
| R-73 infracrveno usmjeravanje projektila zrak-zrak                                  |                                                               |                             |                             |                             |
| Protubrodska raketa                                                                 |                                                               |                             |                             |                             |
| AS-2(К-10С) nuklearna protubrodska raketa                                           |                                                               |                             |                             |                             |

| Proizvod                                                 | Proizvod                                            | Proizvod                                            | Proizvod                                            | Slika                                               | Napomena                                            |
| Lako oružje, puške, karabini, bacači granata i mine      | Lako oružje, puške, karabini, bacači granata i mine | Lako oružje, puške, karabini, bacači granata i mine | Lako oružje, puške, karabini, bacači granata i mine | Lako oružje, puške, karabini, bacači granata i mine | Lako oružje, puške, karabini, bacači granata i mine |
| Pištolji                                                 |                                                     |                                                     |                                                     |                                                     |                                                     |
| -------------------------------------------------------- | --------------------------------------------------- | --------------------------------------------------- | --------------------------------------------------- | --------------------------------------------------- | --------------------------------------------------- |
| Pištolji                                                 | 9 × 17 mm Morieli - Eksperimentalni projekt         |                                                     |                                                     |                                                     |                                                     |
| Pištolji                                                 | 9×19mm službeni pištolj. - Eksperimentalni projekt  |                                                     |                                                     |                                                     |                                                     |
| Karabini                                                 |                                                     |                                                     |                                                     |                                                     |                                                     |
| G13 karabin (obustavljeno)                               |                                                     |                                                     |                                                     |                                                     |                                                     |
| Puškomitraljezi                                          |                                                     |                                                     |                                                     |                                                     |                                                     |
| Iamani - Eksperimentalni projekt                         |                                                     |                                                     |                                                     |                                                     |                                                     |
| Snajperske puške                                         |                                                     |                                                     |                                                     |                                                     |                                                     |
| PDSHP Protuoklopne puške:                                |                                                     |                                                     |                                                     |                                                     |                                                     |
| 12.7 × 108 mm Amr-mod-1 - Eksperimentalni projekt        |                                                     |                                                     |                                                     |                                                     |                                                     |
| 12.7 × 108 mm Amr-mod-2 - Eksperimentalni projekt        |                                                     |                                                     |                                                     |                                                     |                                                     |
| Multicaliber modular sniper rifles:                      |                                                     |                                                     |                                                     |                                                     |                                                     |
| Satevari - Eksperimentalni projekt                       |                                                     |                                                     |                                                     |                                                     |                                                     |
| .300 Norma Magnum                                        |                                                     |                                                     |                                                     |                                                     |                                                     |
| .308 Winchester                                          |                                                     |                                                     |                                                     |                                                     |                                                     |
| .338 GBM                                                 |                                                     |                                                     |                                                     |                                                     |                                                     |
| .375 GBM                                                 |                                                     |                                                     |                                                     |                                                     |                                                     |
| .338 Lapua Magnum                                        |                                                     |                                                     |                                                     |                                                     |                                                     |
| .50 BMG                                                  |                                                     |                                                     |                                                     |                                                     |                                                     |
| DELTA-308 - Eksperimentalni projekt                      |                                                     |                                                     |                                                     |                                                     |                                                     |
| Protuoklopno oružje                                      |                                                     |                                                     |                                                     |                                                     |                                                     |
| RPG-7G unaprijeđena verzija RPG-7.                       |                                                     |                                                     |                                                     |                                                     |                                                     |
| PDM-1 jednokratni bacač granata.                         |                                                     |                                                     |                                                     |                                                     |                                                     |
| Bacači granata                                           |                                                     |                                                     |                                                     |                                                     |                                                     |
| UBGL-1 40 × 46 mm bacač granata (M4).                    |                                                     |                                                     |                                                     |                                                     |                                                     |
| AG-40D 40 × 46 mm bacač granata (AK-74).                 |                                                     |                                                     |                                                     |                                                     |                                                     |
| GP-25 40 × 46 mm bacač granata (AKM / AK-74).            |                                                     |                                                     |                                                     |                                                     |                                                     |
| Mine                                                     |                                                     |                                                     |                                                     |                                                     |                                                     |
| RD-7 protu-tenkovska mina.                               |                                                     |                                                     |                                                     |                                                     |                                                     |
| Ostali proizvodi                                         |                                                     |                                                     |                                                     |                                                     |                                                     |
| Prigušivači                                              |                                                     |                                                     |                                                     |                                                     |                                                     |
| 5.45 × 39 mm prigušivač za AK-74.                        |                                                     |                                                     |                                                     |                                                     |                                                     |
| 5.56 × 45 mm NATO prigušivač za M4 karabine.             |                                                     |                                                     |                                                     |                                                     |                                                     |
| .338 Lapua Magnum prigušivač za SRS snajpersku pušku.    |                                                     |                                                     |                                                     |                                                     |                                                     |
| Adapter za pražnjenje                                    |                                                     |                                                     |                                                     |                                                     |                                                     |
| Pancirke                                                 |                                                     |                                                     |                                                     |                                                     |                                                     |
| Mk I modularni taktički prsluk                           |                                                     |                                                     |                                                     |                                                     |                                                     |
| Mk II modularni taktički prsluk                          |                                                     |                                                     |                                                     |                                                     |                                                     |
| Borbena kaciga                                           |                                                     |                                                     |                                                     |                                                     |                                                     |
| DH MK I kaciga opće namjene.                             |                                                     |                                                     |                                                     |                                                     |                                                     |
| DH MK II taktička kaciga.                                |                                                     |                                                     |                                                     |                                                     |                                                     |
| DH MK III taktička kaciga.                               |                                                     |                                                     |                                                     |                                                     |                                                     |
| Ručne bombe                                              |                                                     |                                                     |                                                     |                                                     |                                                     |
| Osmatračnica                                             |                                                     |                                                     |                                                     |                                                     |                                                     |
| 3–12 m stražarska kula                                   |                                                     |                                                     |                                                     |                                                     |                                                     |
| Šatori                                                   |                                                     |                                                     |                                                     |                                                     |                                                     |
| vojni šatori raznih vrsta i veličina.                    |                                                     |                                                     |                                                     |                                                     |                                                     |
| Vojni kreveti                                            |                                                     |                                                     |                                                     |                                                     |                                                     |
| Gusjenice                                                |                                                     |                                                     |                                                     |                                                     |                                                     |
| Gumeni jastučići / gusjenice za gusjenična vojna vozila. |                                                     |                                                     |                                                     |                                                     |                                                     |